# Charles Meylan (horloger)
Pour les articles homonymes, voir Meylan (homonymie).
Charles Meylan, né le 9 octobre 1889 à L'Orient et mort le 6 juin 1966 dans la même commune, est un horloger et un entrepreneur suisse.

## Biographie
Charles Meylan naît le 9 octobre 1889 à L'Orient, dans le canton de Vaud, en Suisse. De confession protestante, originaire du Chenit, il est le fils d'Albert Meylan, horloger et paysan. 
Après avoir été sertisseur chez LeCoultre, puis termineur de pièces d'horlogerie dans l'atelier de son père, Charles Meylan se met à son compte et fonde en 1914 l'entreprise d'horlogerie Valdar SA. Son fils Georges Meylan et son gendre Edgar Baud rejoignent Valdar SA, respectivement, en 1931 et 1952. L'entreprise fournit des pièces détachées aux grandes marques horlogères suisses, puis aux industries médicale et spatiale. Elle emploie 40 personnes en 1930, 80 en 1995 et 125 en 2003. Rachetée en 1991 par Breguet, elle devient en 1999 l'une des filiales de Swatch Group. Charles Meylan fonde en outre en 1932 l'entreprise Cervin SA, qui fabrique jusqu'en 1946 des accumulateurs pour l'industrie automobile.